# L'appatirion
L'appatirion (bra: A Aparição) é um drama com co-produção internacional, dirigido por Xavier Giannoli, a partir de um roteiro de Giannoli, Jacques Fieschi e Marcia Romano. É estrelado por Vincent Lindon, Galatéa Bellugi, Patrick d'Assumçao, Elina Löwensohn, Gérard Dessalles, Bruno Georis e Claude Lévêque.
Foi lançado na França em 14 de fevereiro de 2018, pela Memento Films. No Brasil, foi lançado pela Mares Filmes e a A2 Filmes nos cinemas em 9 de agosto de 2018, antes do lançamento, foi apresentado no Festival Varilux de Cinema Francês.

## Elenco
- Vincent Lindon como Jacques Mayano
- Galatéa Bellugi como Anna
- Patrick d'Assumçao como Pére Borrodine
- Elina Löwensohn como Docteur de Villeneuve
- Gérard Dessalles como Stéphane Mornay
- Bruno Georis como Pére Ezéradot
- Claude Lévêque como Pére Gallois
- Anatole Taubman como Anton Meyer
- Alicia Hava como Mériem

## Produção
Em janeiro de 2017, foi anunciado que Vincent Lindon, Galatéa Bellugi e Patrick d'Assumçao integraram o elenco do filme, com Xavier Giannoli dirigindo a partir de um roteiro que escreveu, ao lado de Jacques Fieschi e Marcia Romano.

## Lançamento
O filme foi lançado na França em 14 de fevereiro de 2018, pela Memento Films. Em fevereiro de 2018, a Music Box Films adquiriu os direitos de distribuição do filme nos Estados Unidos. Foi lançado nos Estados Unidos em 7 de setembro de 2018.

## Recepção
A Aparição recebeu críticas positivas dos críticos de cinema. Ele tem 72% de aprovação no site do agregador de resenhas Rotten Tomatoes, com base em 43 resenhas, com uma média ponderada de 6,43 / 10. O consenso crítico do site diz: "A Aparição intriga em um nível puramente narrativo enquanto também consegue lidar com questões espinhosas de fé com inteligência adequadamente sóbria." No Metacritic, o filme tem uma classificação de 64 em 100, com base em 9 críticos, indicando "críticas geralmente favoráveis".